# Pseudopallene zamboangae
Pseudopallene zamboangae is een zeespin uit de familie Callipallenidae. De soort behoort tot het geslacht Pseudopallene. Pseudopallene zamboangae werd in 1953 voor het eerst wetenschappelijk beschreven door Stock. 